# Marie-Andrée Schwindenhammer
Marie-Andrée Schwindenhammer, née le 9 juin 1909 à La Neuveville-lès-Raon (Vosges) et morte le 24 mai 1981 à Chartres (Eure-et-Loir), est une militante française pour les droits des personnes trans. Elle est fondatrice en 1965 de l'AMAHO, première association trans de France.
Après avoir commencé à se travestir durant sa jeunesse, elle a une courte vie maritale puis se fait connaître après la guerre sous le nom de Suzanne Thibault. Compromise dans une affaire d'escroquerie, elle est condamnée en 1948 pour usurpation d'identité.
Elle s'installe à Paris, où, travaillant pour le cabaret travesti le Carrousel et gérant un cabinet d'épilation définitive, elle côtoie les cercles trans et s'investit dans l'autosupport. En 1965, elle fonde l'AMAHO, Association d'aide aux malades hormonaux. Par ce biais, elle fournit aux femmes trans des cartes attestant de leur identité féminine qui sont tolérées par la préfecture de police, aide dans les parcours de transition médicale et sociale, organise des espaces de sociabilisation et réalise plusieurs interventions médiatiques. Elle est parmi les premières personnes trans à demander un changement de prénom à l'état-civil ; celui-ci ne lui est admis que partiellement en 1975.
Considérant les personnes trans comme des « malades hormonaux », dont le fait s'impose à eux, critiquant les travestis ou justifiant la transsexuation par des ingérences dues aux hormones de croissance injectées aux animaux d'élevage, ses positions sont sujets à critique et l'association perd en importance au fil des années. Marie-Andrée Schwindenhammer justifie sa propre transition en se prétendant victime d'expériences nazies qu'elle aurait subies au camp de concentration de Struthof, après avoir été internée pour faits de Résistance. Elle meurt en 1981 dans un accident de voiture.

## Biographie

### Vie avant la guerre
Marie-Andrée Schwindenhammer naît Georges Marie André le 9 juin 1909, dans la petite ville de La Neuveville-lès-Raon (aujourd'hui fusionnée avec Raon-l'Étape) dans les Vosges, au sein d'une famille de la haute bourgeoisie industrielle.
En 1959, elle raconte au psychanalyste André Green avoir été habillée en fille dans sa petite enfance par sa mère, puis s'être travesti lors des bals de village. Elle livre un discours similaire lorsqu'elle est devant la justice en 1948, et avoir vécu en femme avant-guerre. Sa famille cherchera par la suite à la placer sous tutelle en arguant d'un état de démence. Elle peut effectuer un traitement hormonal de substitution autonome grâce à la vente libre d'œstrogènes en pharmacie.
Sous son identité masculine, elle suit des études de physique et de chimie, étudie à l'École catholique de l'électricité de Lille. Elle se marie et a un garçon avec sa femme.

### L'histoire de Struthof
Après la Seconde Guerre mondiale, Marie-Andrée Schwindenhammer raconte à de nombreuses reprises avoir été le sujet d'expériences hormonales par les nazis au camp de concentration de Struthof, qui auraient entraînées un développement mammaire et des règles « par porosité rectale », alors qu'elle ne souhaitait pas être femme auparavant. Elle affirme aussi que les séquelles de son internement n'étant pas prévues par le Code des pensions militaires d'invalidité et des victimes de guerre, l'Armée aurait demandé sa démission.
Dans son Histoire des transsexuels en France en 2006, Maxime Foerster émet l'hypothèse qu'elle aurait pu raconter cette histoire afin de se décharger de sa transition vis-à-vis de sa famille — il fait remarquer qu'elle ne serait pas la seule à se servir de la guerre comme justification d'une transition qui tentait de la mettre sous tutelle. Post-transition, elle ne parle plus de sa vie d'avant, de son mariage et de son enfant, affirmant qu'il faut rompre avec ceux qui l'ont connue avant. L'artiste de cabarets Bambi, qui l'a côtoyée, précise dans un entretien livré en 2022 à la presse : « Elle disait qu'elle avait donc fini par se rendre à la préfecture de police et qu'on lui avait remis une autorisation de s'habiller en femme, étant donné qu'elle avait été victime de l'oppresseur nazi. En réalité, c'est elle qui a commencé à prendre des hormones. Et ça a fait scandale au point qu'elle a été déchue de sa paternité. Elle n'a plus eu le droit de voir ses enfants. »

### Condamnation pour usurpation d'identité

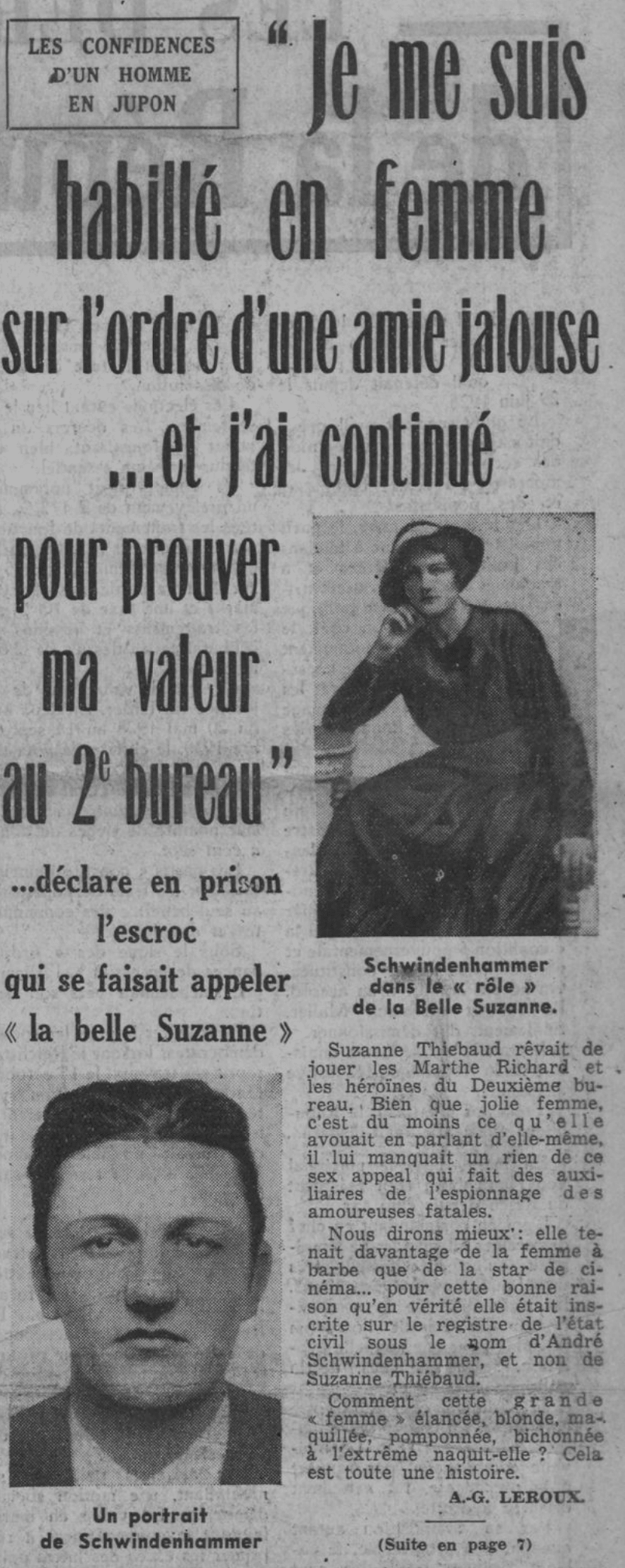
Déjà en 1939, Paris-Soir rapporte dans un article illustré une vie de femme au milieu des années 1930 et diverses poursuites judiciaires.

Après-guerre, elle vit ouvertement en femme et se fait connaître sous le nom de Suzanne Thibault. Elle est employée comme gouvernante chez un commissaire de police, à Cavaillon dans le Vaucluse, puis comme femme de chambre dans un hôtel de Cassis dans les Bouches-du-Rhône,. D'après la presse d'alors, elle remporte un tournoi de beauté.
En 1948, elle est arrêtée à Marseille pour « usurpation d'identité »,. Elle est d'abord mise en cause pour escroquerie dans la vente d'un chauffage central, subsidiairement sur la falsification de sa carte d'identité. Incarcérée à la prison de la Santé à Paris, elle peut y vivre habillée en femme mais est interdite de porter une robe. Le président du tribunal correctionnel l'autorise aussi à comparaître maquillée. Aucun plaignant ne se porte partie civile ; d'après Libération, « le délit parait mal établi ». Le débat porte surtout sur le travestissement de l'accusée.
L'avocat de la défense fait citer un professeur de psychologie. L'argument de la défense affirme que l'accusée se travestit depuis vingt années et qu'elle était élevée en fille jusqu'à l'âge de ses dix ans par sa mère. À la barre, Marie-Andrée Schwindenhammer se vante d'avoir « huit fois [...] passé en fraude la ligne de démarcation déguisée en femme », trois fois été condamnée par les Allemands, fait évader 190 prisonniers de guerre à Lunéville, s'être échappée des mines de sel en Westphalie et enfin avoir été sergent-chef des FFI lors de combats à Pompey (Meurthe-et-Moselle). Elle est finalement condamnée pour usurpation d'identité.

### Aide communautaire trans
Par la suite, elle prend pour prénom Marie-Andrée. Elle suit des études dans le paramédical pour devenir infirmière-masseuse-kinésithérapeute et dermatologue,. Elle exerce d'abord dans des hôpitaux parisiens et monégasques avant de s'établir à son propre compte. Elle exerce jusqu'à sa mort.
Marie-Andrée Schwindenhammer fréquente les cercles trans de Paris. Elle travaille également pour le Carrousel, un cabaret de travestis qu'elle approvisionne en alcool, dont les coulisses sont un lieu de sociabilité trans. Elle participe activement aux premières aides proposées aux personnes trans en France, en ouvrant un cabinet d'épilation définitive. Installée à Paris, au 3, square du Thimerais dans le 17e arrondissement de Paris,, elle vit en ménage avec une femme dénommée madame Bonnet (future marquise de Castelviel), qui pratique l'épilation à l'électrolyse. Leur appartement, qui accueille aussi son cabinet de médecin, devient l'un des principaux lieux de sociabilité trans d'alors. Elles s'adaptent aux horaires souhaitées par les clientes, de jour comme de nuit. Maxime Foerster précise qu'on ne sait pas si madame Bonnet était elle aussi une femme trans, elle affirmait seulement avoir souffert d'être une femme hirsute, ce qui l'a incité à maîtriser l'outil. Au cours d'une rencontre fortuite, Marie-Andrée Schwindenhammer apprend à Coccinelle, artiste de cabaret et première grande figure trans en France, la possibilité d'une transition hormonale,,.
En 1959, elle consulte André Green à la Société psychanalytique de Paris. Ce dernier cite longuement son cas dans un article de la Nouvelle Revue de psychanalyse en 1973 puis dans son ouvrage Narcissisme de vie, narcissisme de mort en 1983,.
Elle fonde en 1965 l'Association d'aide aux malades hormonaux (AMAHO). Avec cette association, la première du type, elle effectue des démarches auprès des administrations et des ministères. Joseph Doucé lui rend hommage en écrivant d'elle que fut « forcenée de travail, prête à tout pour certains, multipliant voyages, démarches, déclarations, elle fut, un temps, le S.O.S qui a sauvé certains de la solitude et du suicide ». Elle donne aussi des conférences. En 1980, Marie-Andrée Schwindenhammer et l'AMAHO sont sujets d'un reportage télévisuel pour l'émission Aujourd'hui Madame d'Antenne 2.
Elle devient l'une des premières femmes trans à demander la modification de son prénom à l'état civil en France. Après avoir effectué sa demande en 1966, celle-ci ne lui est accordée qu'en 1975 et de façon partielle : la Cour de cassation, confirmée par l'arrêt de renvoi de la cour d'appel de Reims le 9 octobre 1979,, ne lui reconnaît le 12 décembre 1975 le droit de changer de prénom qu'en adoptant ses deuxième et troisième prénoms. La Cour accepte le trait d'union entre Marie et André, mais pas non plus la féminisation du second.

### Décès
Marie-Andrée Schwindenhammer meurt dans un accident de la route le 24 mai 1981 à Chartres (Eure-et-Loir), à l'âge de 72 ans. À l'annonce de son décès, une commémoration lui est rendue par la communauté trans à Paris le 12 juin 1981.
Elle est inhumée, avec son nom de naissance seulement, près de Chartres.
L'AMAHO disparaît après sa mort. Un hommage lui est rendu par le pasteur Joseph Doucé, autre figure du soutien actif aux personnes trans des années 1970, dans son ouvrage La Question transsexuelle en 1986 (éditions Lumière et justice du Centre du christ libérateur). Celui-ci lui attribue plusieurs hauts faits de Résistance.

## L'AMAHO

### Organisation
L'AMAHO, Association d'aide aux malades hormonaux, ou L'aide aux malades hormonaux en préfecture, est fondée le 24 septembre 1965 par Marie-Andrée Schwindenhammer. Elle a pour objet « de grouper et de venir en aide aux malades hormonaux, d'assurer leur défense, de promouvoir l'étude de ces maladies et de leur traitement, de favoriser les soins médicaux [...], d'obtenir les papiers nécessaires leur permettant de travailler d'une façon honnête et correcte [...], de faire toutes démarches en vue d'assurer aux victimes de ces maladies le respect de leur personne et de leur liberté [...] ». Elle compte vers 1981 1 500 adhérents, de tous âges.
Elle comporte en son sein des médecins, des avocats et des prêtres qui conseillent ses adhérents,. Elle est présidée, à sa fondation, par le docteur Guillemain. La vice-présidence est assurée par l'avocat Robert Gendreau et le secrétariat général par Marie-Andrée Schwindenhammer, chez qui se trouve le siège de l'association,.
L'AMAHO est la première organisation de personnes trans en France, et la seule pendant dix avant la fondation de l'Association Beaumont Continental en 1975. Elle propose une approche pathologisante des transitudes, qui sera reprise par d'autres, comme l'Association médicale française pour l'aide aux transsexuels (AMEFAT) en 1981. Maxime Foerster et Karine Espineira font de l'AMAHO le début du mouvement trans en France, qui, à partir du milieu des années 1990, s'opposera à l'approche médicalisante,.

### Actions
L'une des principales actions de l'association est de fournir aux personnes trans françaises des papiers de l'association — ressemblants à des cartes d'identité officielles — tolérés par la préfecture de police qui justifient leur identité. Ces papiers sont nécessaires lors de contrôles d'identités ou lors de la recherche d'un emploi, les modifications de l'état-civil n'étant pas possible. L'association aide dans les démarches administratives, pour trouver du travail ou s'inscrire à la Sécurité sociale, tout en tachant d'être respectueuse envers les pouvoirs publics.
L'AMAHO est aussi un lieu de sociabilisation et un réseau d'aide pour les personnes débutant leur transition, qui peuvent prendre contact avec des personnes plus âgées ; l'association organise dans ce sens des banquets et des sorties de ferrovipathes.

### Conception de la transsexualité
La conception de la transsexualité par Marie-Andrée Schwindenhammer est l'objet d'importantes critiques. Entre autres, elle défendait la théorie pseudoscientifique que la cause de la transsexualité était due aux hormones de croissance injectées aux animaux d'élevage qui se seraient retrouvées dans la viande consommée par la mère durant la grossesse,,. Une autre de ses positions polémiques concernait l'artiste-peintre Michel-Marie Poulain, première personne trans médiatisée en France, qu'elle accusait de discréditer la cause en continuant de vivre avec sa femme et en laissant son enfant l'appeler « papa » en public. Surtout, elle considère qu'on ne transitionne par choix mais que c'est un fait qui s'impose à soi. Elle développe cette vision en considérant les personnes trans comme des « malades hormonaux ». Ainsi, elle ne prend pas en charge les travestis, qui sont hors de son domaine de compétence, et qu'elle critique pour leur « exhibitionnisme » qui leur « font tort »,.

Sa conception de la transsexualité, que la sociologue Karine Espineira qualifie de pathologisante, fut sujet à débat dès la première assemblée générale de l'association le 20 février 1966, le choix du nom de l'association étant l'objet de critiques. Plusieurs artistes de cabarets, dont Bambi, témoignent avoir refusé d'intégrer l'AMAHO. Sa vision était déjà dépassée lors de son décès en 1981 et l'association avait perdu de son importance,.

« Elle m'avait demandé d'en faire partie, mais je lui ai dit qu'elle était folle. Je n'étais pas « malade », et je ne voulais pas être considérée comme telle. J'ai toujours refusé d'en être membre. Pour Coccinelle ou Capucine, il n'en était pas question non plus. »

— Bambi, entretien, Antidode, 2022.